# Ülemiste City

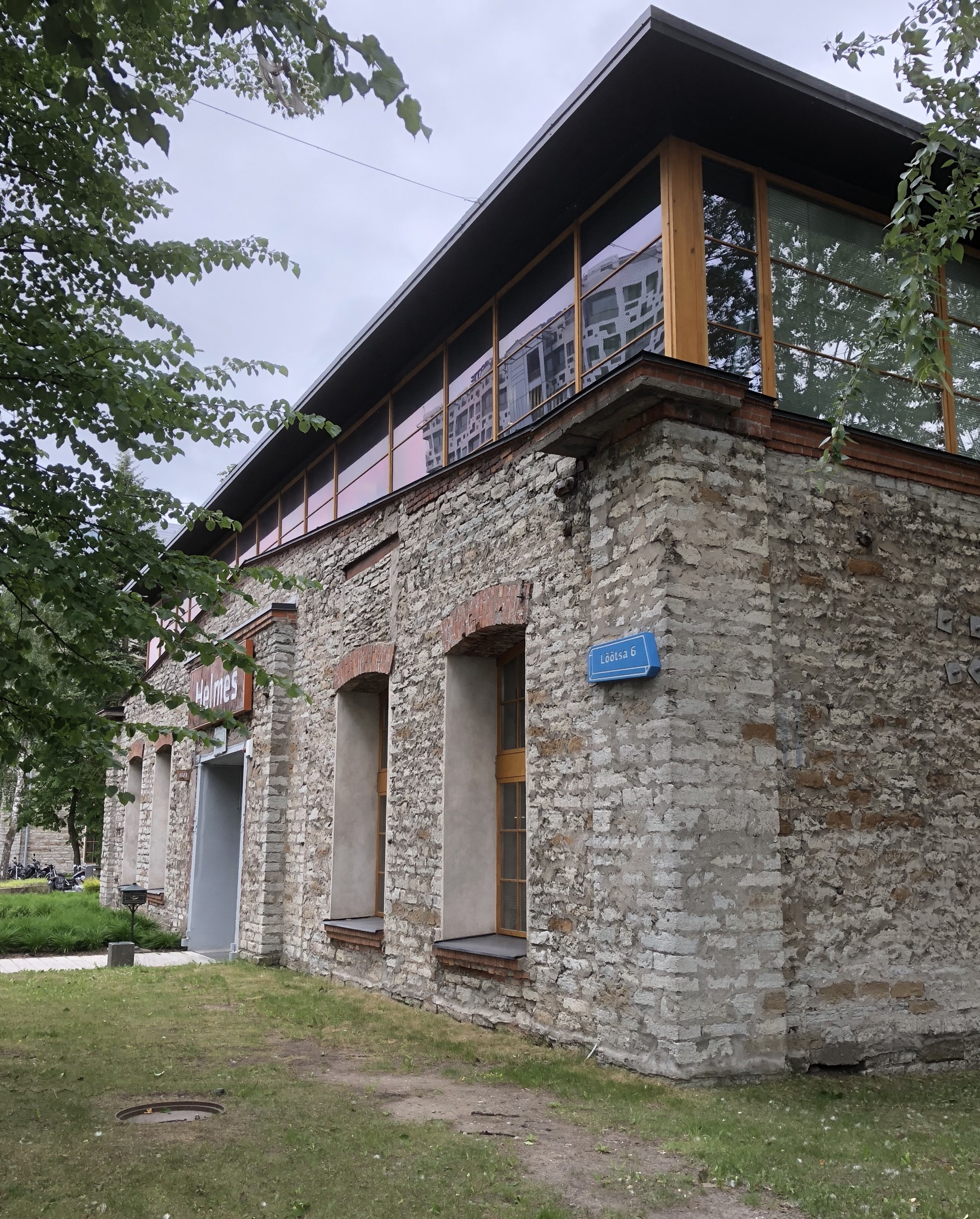
Walter-Zapp-Gebäude in Ülemiste City

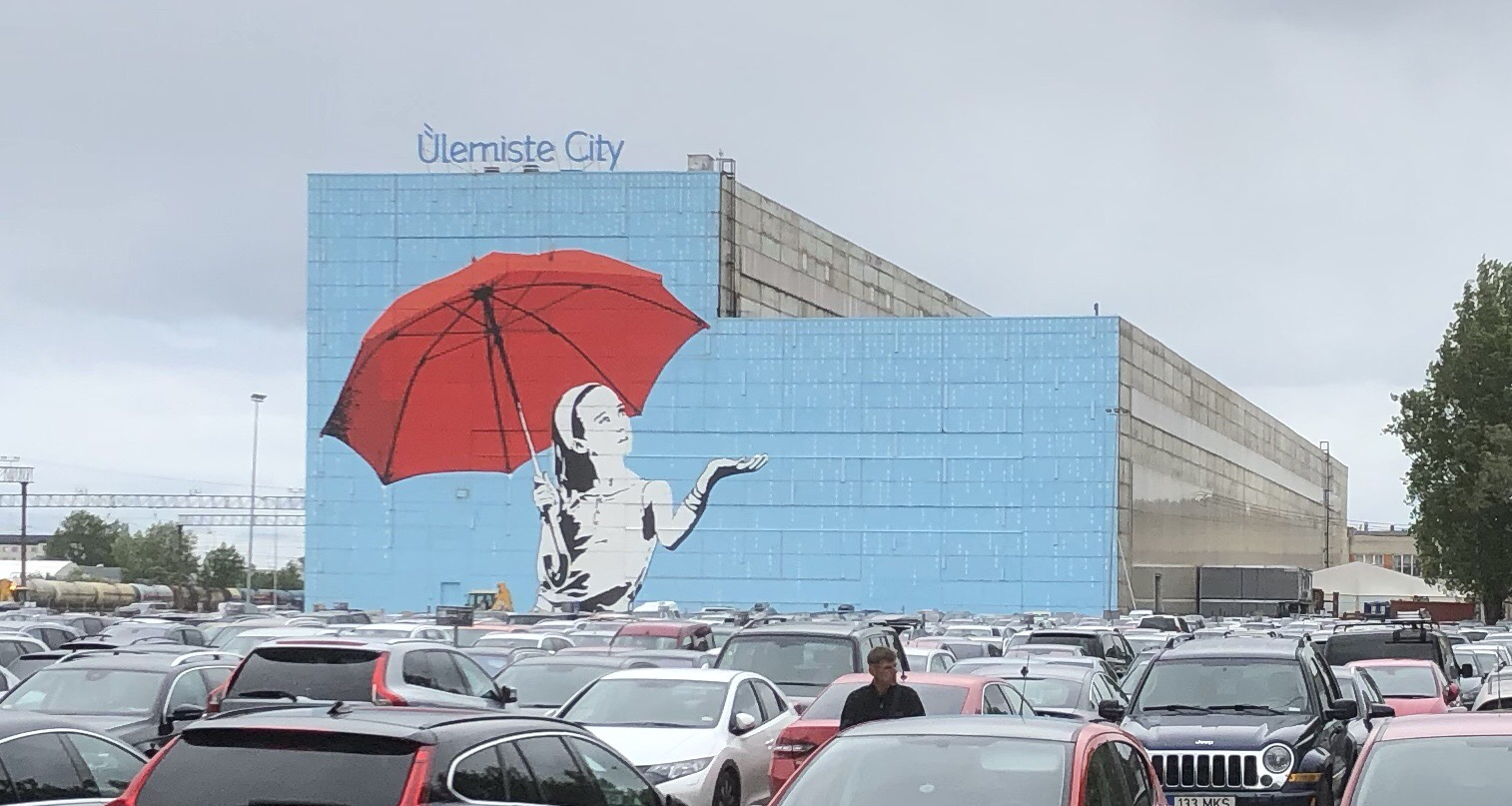
Werbung

Ülemiste City ist ein Gewerbepark in der estnischen Hauptstadt Tallinn (Reval).

## Lage
Es befindet sich im Revaler Stadtteil Ülemiste, südlich der Großen Schweinsbergstraße (estnisch Suur-Sõjamäe), südöstlich der Revaler Innenstadt. Etwas weiter südlich befindet sich der Flughafen Tallinn-Lennart Meri. Unweit des Parks führen die Fernstraßen nach St. Petersburg und Dorpat entlang. Darüber hinaus besteht in der Nähe eine Bahnstation sowie eine Einbindung in den öffentlichen Personennahverkehr.

## Gestaltung und Geschichte
Ülemiste City wurde auf dem Gelände des ehemaligen Schwermachinenbauunternehmens Dvigatel gegründet. Dvigatel reparierte hier ab 1899 Eisenbahnlokomotiven und -wagen und produzierte auch Autos und diverse andere technische Güter. Nach einer wechselvollen Unternehmensgeschichte wurde die Produktion letztlich im Jahr 2005 endgültig eingestellt und das 36 Hektar große Areal zu einem Technologie-Campus umstrukturiert. Als Vorbild diente dabei die Kista Science City bei Stockholm.
An Büroflächen stehen in Ülemiste City 81.000 m², für Industrieflächen 120.000 m² zur Verfügung, die Platz für etwa 200 Firmen und 6000 Beschäftigte bieten. Zum Park gehören auch Einrichtungen wie Kindergarten und Schule. Es bestehen Pläne die Büroflächen auf 200.000 m² zu erhöhen. Außerdem sollen 125.000 m² für Wohnflächen geschaffen werden. Hinzu kommen Cafés, Flächen für Kultur und Einzelhandel sowie Parks.
Viele der Gebäude von Ülemiste City gehen auf die Zeit von Dvigatel zurück. Zum Teil tragen die Bauten des Geländes Namen bekannter estnischer Erfinder. Auf dem Areal befindet sich auch der E-estonia-showroom, in dem die digitale Entwicklung Estlands dargestellt wird.